# 955
Évszázadok: 9. század – 10. század – 11. század
Évtizedek: 900-as évek – 910-es évek – 920-as évek – 930-as évek – 940-es évek – 950-es évek – 960-as évek – 970-es évek – 980-as évek – 990-es évek – 1000-es évek
Évek: 950 – 951 – 952 – 953 –  954 – 955 – 956 – 957 – 958 – 959 – 960

## Események

### Európa
- A Luidolf-féle felkelés lezárásaként Ottó német király tavasszal a még mindig lázongó Bajorországba küld sereget. Öccse, Henrik bajor herceg májusban a mühldorfi csatában legyőzi a felkelőket és foglyul ejti Herold salzburgi érseket, akit megvakíttat és Säben kolostorába zárat. Az új érsek az Ottóhoz hű I. Frigyes.
- Júniusban a magyarok követséget küldenek Ottó királyhoz, aki megajándékozza és elküldi őket.
- Júliusban Bulcsú harka vezetésével nagy magyar sereg tőr be Bajorországba, végigfosztogatják a tartományt és ostrom alá veszik Augsburgot.
- Ottó király maga vonul a magyarok ellen, szász lovagjai mellett bajor, sváb és cseh csapatok is segítik. Mintegy 7 ezres seregével augusztus 10-én az augsburgi csatában döntő vereséget mér a létszámfölényben lévő magyarokra, akiknek elfogott vezéreit, Bulcsút, Lélt és Súrt Regensburgban felakasztatja. A csatában elesik Ottó veje, a Luidolf-felkelésben is részt vevő Konrád volt lotaringiai herceg is.
- Az augsburgi vereség következményeképp a csatában is részt vevő Taksony megbuktatja Falicsi fejedelmet. További nyugati kalandozó hadjáratok már nem indulnak.
- Kihasználva Ottó déli lekötöttségét, a Luidolf-felkelésben is részt vevő Wichmann és Félszemű Egbert szász grófok fellázítják az északi szlávokat, az obodritákat és veléteket és betörnek Szászországba. Ottó a Raxa-menti csatában legyőzi őket, az elfogott Stoigniew szláv vezért pedig lefejezteti.
- A hónapok óta betegeskedő (az augsburgi csatában sem tudott részt venni) Henrik bajor herceg novemberben meghal. Utóda 4 éves fia, II. Henrik.
- A Nyugati Frank Királyságban a 14 éves Lothár király és Nagy Hugó herceg közös hadjáratra indulnak Aquitániába, melyet a király Hugónak ígért és amelyet ténylegesen a Lothár által el nem ismert III. "Borzas" Vilmos vezet. Ostrom alá veszik Poitiers-t, és bár Vilmos kitörését visszaverik, a várost nem sikerül bevenniük.
- Meghal II. Agapetus pápa. Ahogyan azt az előző évben elhunyt II. Alberic herceg meghagyta, utódjául az ő 19 éves fiát, Octavianust választják meg, aki a XII. János nevet veszi fel.
- A régóta betegeskedő Eadred angol király 32 éves korában meghal. Mivel gyereke nincs, utóda 15 éves unokaöccse (I. Edmund fia), Eadwig.
- Olga kijevi fejedelemasszony Konstantinápolyba látogat ahol megkeresztelkedik, maga Bíborbanszületett Konstantin császár a keresztapja.

## Születések
- május 10. – Al-Aziz, fátimida kalifa
- Eynshami Ælfric, angol teológus
- Arduin, itáliai király
- Burgundiai Gizella, Civakodó Henrik felesége
- Szent Günter, német remete
- II. Ottó, német-római császár
- Theophanu, II. Ottó felesége

## Halálozások
- augusztus 10. – Konrád, lotaringiai herceg
- augusztus 15. -
  - Bulcsú, magyar vezér
  - Lél, magyar vezér
  - Súr, magyar vezér
- november 1. – I. Henrik, bajor herceg
- november 8. – II. Agapetus, római pápa
- november 23. – Eadred, angol király

## Fordítás
- Ez a szócikk részben vagy egészben  a(z)   955 című angol Wikipédia-szócikk ezen változatának fordításán alapul.  Az eredeti cikk szerkesztőit annak laptörténete sorolja fel. Ez a jelzés csupán a megfogalmazás eredetét és a szerzői jogokat jelzi, nem szolgál a cikkben szereplő információk forrásmegjelöléseként.